# Steve Mason (hockeista su ghiaccio)
Steve Mason (Oakville, 29 maggio 1988) è un hockeista su ghiaccio canadese professionista che gioca nel ruolo di portiere. Dalla metà della stagione 2012-2013 gioca nella National Hockey League con la squadra dei Philadelphia Flyers.

## Carriera

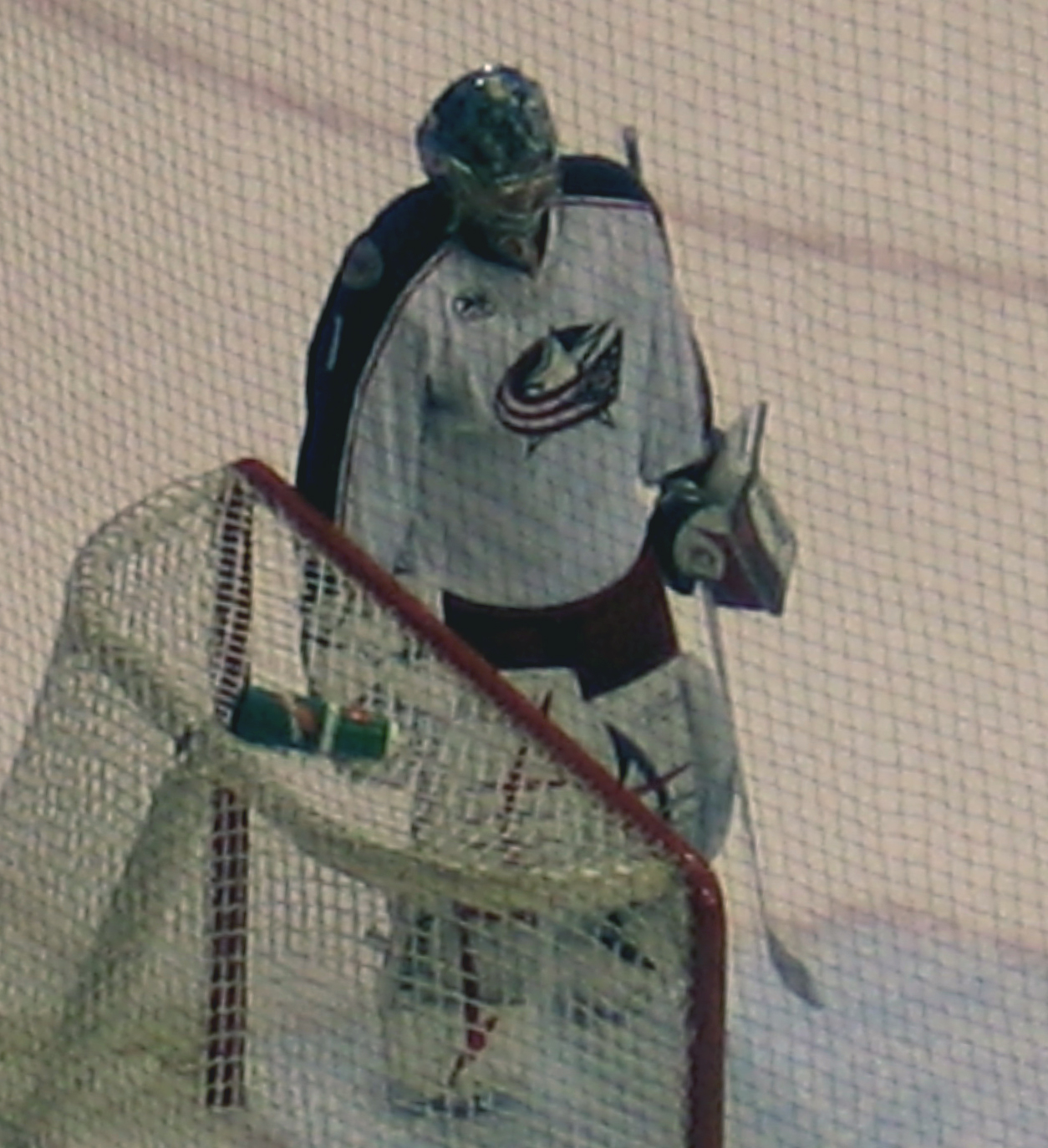
Mason con la maglia dei Columbus Blue Jackets

Dopo un'ottima carriera giovanile, che lo vide eletto anche portiere dell'anno OHL nel 2007 e campione della medesima lega nel 2008, Mason, già scelto in NHL nel 2006 dai Columbus Blue Jackets, dopo un breve periodo con gli affiliati in AHL dei Syracuse Crunch, esordì in NHL il 5 novembre 2008 per l'assenza di Pascal Leclaire in una gara contro gli Edmonton Oilers, vinta per 5-4. Il 22 novembre ottenne il suo primo shutout in una vittoria per 2-0 sugli Atlanta Thrashers, compiendo 15 parate. Ottenne infine il posto da titolare, e chiuse la sua stagione da rookie con 61 presenze e 33 vittorie; inoltre, i Blue Jackets per la prima volta giunsero ai playoff, in cui però ottennero quattro sconfitte, con conseguente eliminazione, dai Detroit Red Wings. Vinse comunque il Calder Trophy come miglior rookie della lega, risultando inoltre finalista al Vezina Trophy, vinto poi da Tim Thomas dei Boston Bruins.
Le stagioni successive lo videro calare di rendimento, sia a causa delle prestazioni deludenti della squadra, sia a causa di diversi infortuni di cui soffrì. Nella stagione 2012-2013 divenne la riserva di Sergej Bobrovskij, ed il 3 aprile 2013 passò ai Philadelphia Flyers in cambio di Michael Leighton ed una scelta nel terzo turno del draft 2015. L'8 aprile firmò un'estensione contrattuale di un anno per 1,5 milioni di dollari. Nella stagione 2013-2014 dovette competere per il posto da titolare con Ray Emery, disputando comunque 61 gare ed ottenendo 33 vittorie, conducendo i Flyers ai playoff. Il 18 gennaio 2014 aveva firmato un rinnovo contrattuale di tre anni da 12,1 milioni di dollari.